# Dyaus Pita
Dyaus Pita (Sanskrit द्यौष् पिता dyauṣ pitā) ist in der vedischen Religion der Himmels- und Vatergott, Gemahl der Prithivi Mata und Vater von Agni, Indra, Surya und Ushas. Sein Symboltier ist der Stier.
Seine Wurzeln reichen zurück zum protoindogermanischen Himmelsgott *deiwos und spiegeln sich im griechischen Gott Zeus (altgriechisch Ζεύς, Akkusativ Δία Día, Genitiv Διός Diós), im römischen Jupiter (von lat. Iovius pater) und im Tyr der Nordischen Mythologie wider.
Der Sanskrit-Forscher Friedrich Max Müller postuliert Verbindungen zum germanischen Gott „Ziu“ (Tyr) sowie zu Zeus und Jupiter.
Dyaus Pita wird in den Hymnen des Rigveda 1,89 desa, 1,90 desa, 1,164 desa und 4,1 desa in einfachen Anrufungen erwähnt.
Im Rigveda, RV 1,89,4 desa erscheint Pita Dyaus „Vater Himmel“ neben Matar Prithvi „Mutter Erde“.
Der Rigveda liefert nur wenige Anhaltspunkte, jedoch scheint Indra seinen Vater getötet zu haben.
In der Kunst wird der Dyaus Pita auf zweierlei Art dargestellt: als roter Stier, der brüllt wie der Donner, oder als schwarzes Pferd, verziert mit Perlen, die die Sterne im Weltall darstellen.